# مارتا اویژینسکا
مارتا اویژینسکا (لهستانی: Marta Ojrzyńska؛ زادهٔ ۲ مارس ۱۹۸۱) بازیگر اهل لهستان است.
از فیلم‌ها یا مجموعه‌های تلویزیونی که وی در آن‌ها نقش داشته‌است، می‌توان به کارگزار من، آب‌شدگی، مایکا، دستورالعمل زندگی، هنرمندان، راه‌های آزادی، صد سال خاندان وینیخ و سلطان اشاره نمود.